# Haren-Buda
Buda (soms Haren-Buda) is een buurt in Haren in de Belgische hoofdstad Brussel. Buda is een industriële kern waarvan de oorsprong in de 19e eeuw ligt. De naam Buda gaat enkele eeuwen terug.

## Naam
De benaming Buda verwijst naar de stad Buda of Boeda, een deel van het huidige Boedapest in Hongarije. De naam kan er slechts gekomen zijn na de verovering op de Turken van Buda door de legers van het Keizerrijk Oostenrijk-Hongarije op 2 september 1686. Die gebeurtenis maakte grote indruk in gans Europa. Volgens de geschiedschrijver Foppens braken er, toen het nieuws op 11 september in Brussel bekend geraakte, spontane feestelijkheden uit. Op meerdere plaatsen werden herbergen "In Buda" genoemd. Vermoedelijk is er in Heembeek tussen de Zenne en de vaart een afspanning Buda genoemd, en is men nadien met Buda naar de buurt rond de Zennebrug op de rechteroever van het kanaal gaan verwijzen. Op kadasterkaarten van Van der Maelen (1837) en Popp (1860) staat nog een boerderij Buda aangegeven in die buurt.

## Omgeving

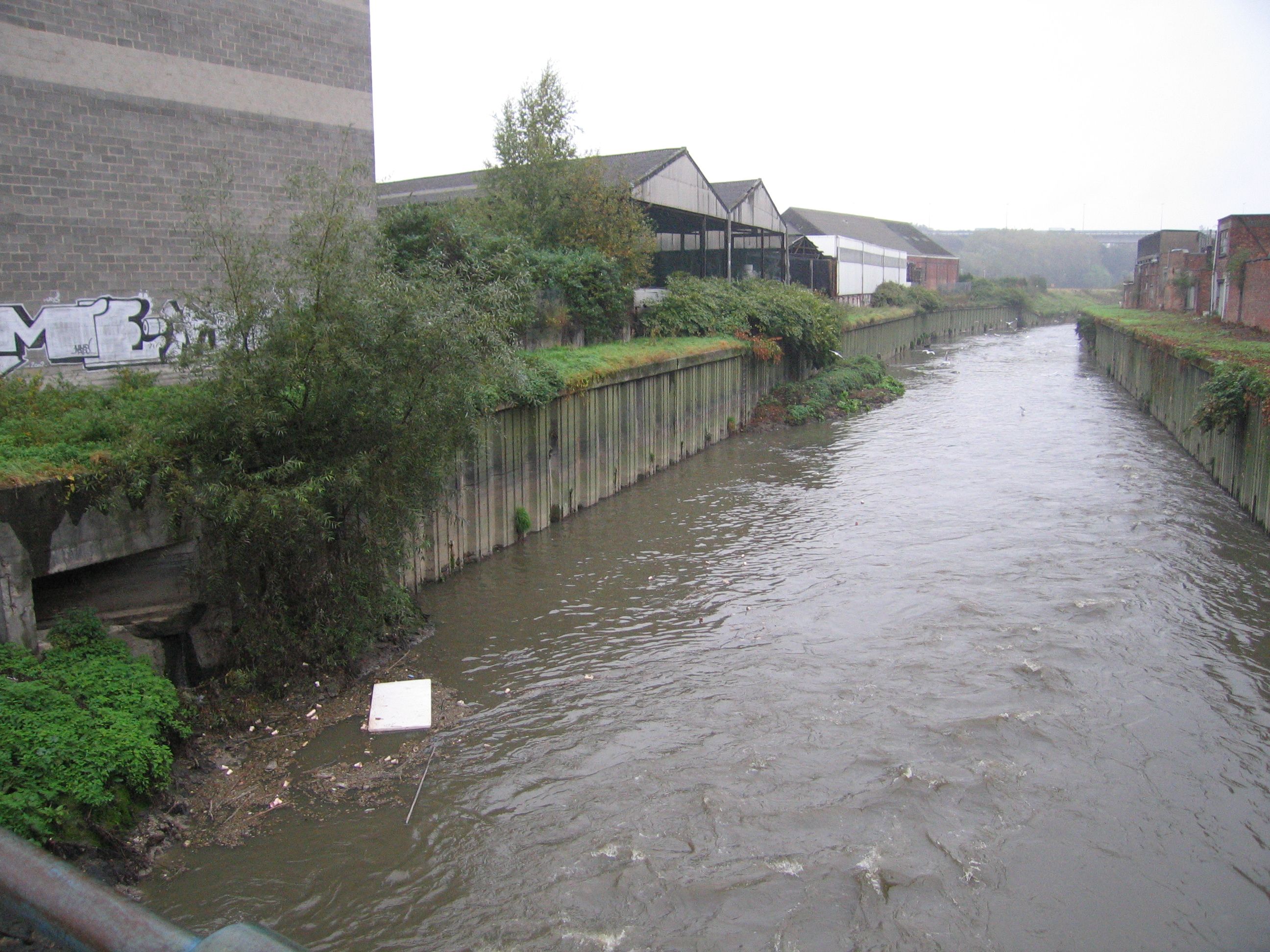
De Zenne bij Buda

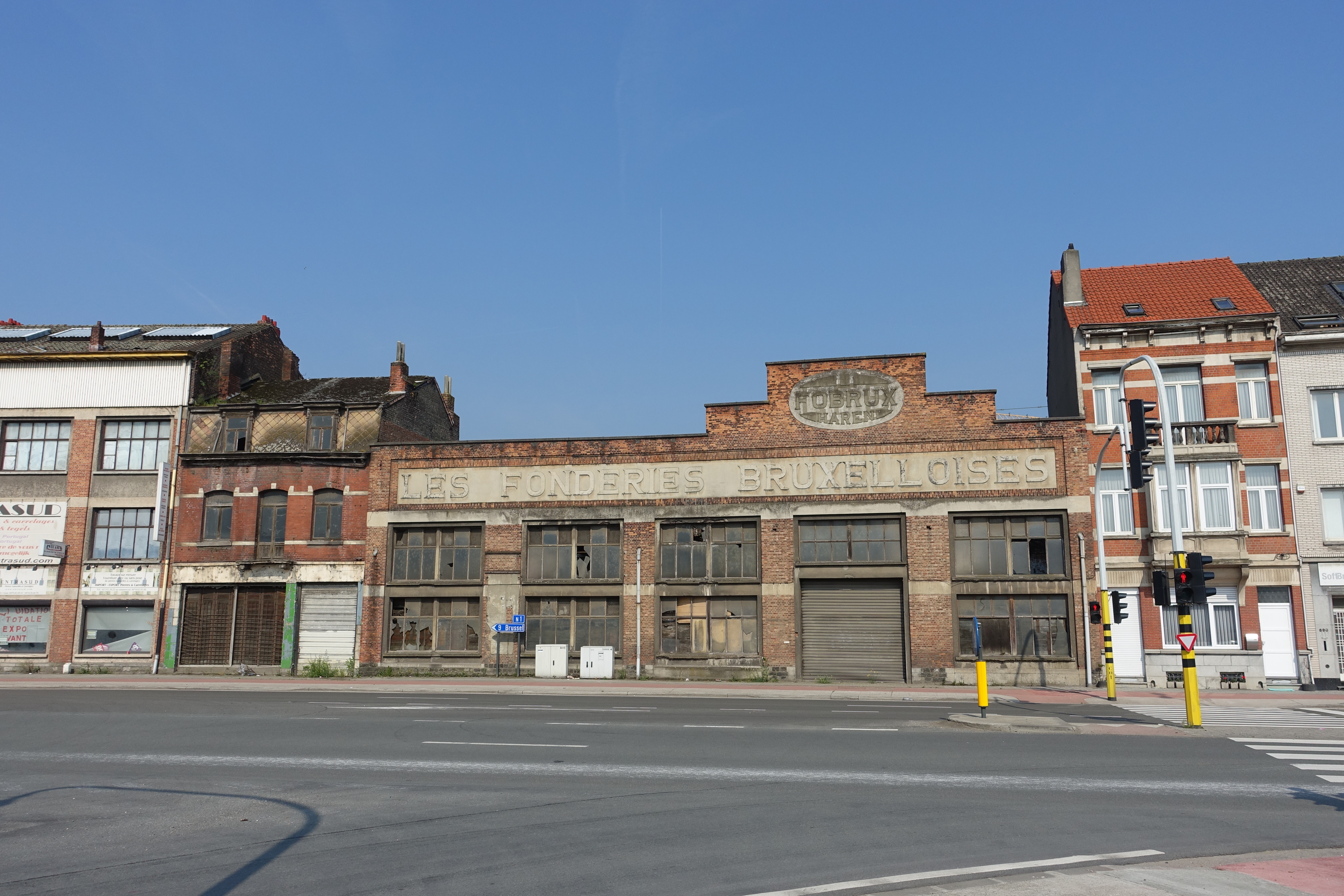
De Schaarbeeklei (N1) in Buda met voormalig bedrijf Fobrux Haren

Aan de overkant van de vaart lag het oudere gehucht Ransbeek-Heembeek en het kasteel van Mariansart. Een oude landweg, de huidige Steenweg op Buda, leidde van Buda naar de dorpen op de rechteroever van de Zenne. In 1908 wordt de Chemin de Fer Industriel opgericht om de industrie in Vilvoorde en Haren van spoorwegaansluitingen te voorzien. Deze private spoorwegmaatschappij vestigde zijn kantoren, stelplaats en onderhoudsplaatsen in Haren, ten oosten van de Budabrug (het huidige waterzuiveringsstation) en beschikte over een verbinding met het staatsspoorwegennet in het goederenstation Haren-Noord. In het interbellum werd de Budasteenweg omgeleid langs het noorden vanwege de uitbreiding van de industrie en de spoorweginfrastructuur langs spoorlijn 25. In 1920 vestigde Fobrux Haren zich in Buda, zij het net over de grens met Vilvoorde.
Tussen de Zenne en het kanaal, ligt het grote waterzuiveringsstation van Brussel-Noord, dat twee derde van het vervuild water van Brussel voor zijn rekening neemt en geopend werd in maart 2007. Het waterzuiveringsstation kwam op de plaats van de oude kantoren, stelplaats en onderhoudsplaatsen van de CFI.

### Station
In 1835 werd enkele honderden meters ten oosten van Buda de eerste spoorlijn van België aangelegd. In 1880 werd er ten zuidoosten van Buda een station Haren-Noord gebouwd op deze spoorlijn 25. Omdat spoorlijn 25 in 1935 werd omgebouwd tot een expresslijn, werd het station Haren-Noord verhuisd naar de nieuwe (lokale) spoorlijn 27, het huidige station Station Machelen. Omdat het uiteindelijk toch wenselijk was dat er lokale treinen over spoorlijn 25 konden rijden, werd er terug een station gebouwd op deze lijn. Dit nieuwe station kwam er in 1939, enkele honderden meters meer naar het noorden, op grondgebied van Vilvoorde en Machelen. De buurt van Buda was toen al getransformeerd naar een dense industriële omgeving en er werd besloten de halte naar deze buurt te vernoemen.

### Brug
De naam Budabrug werd oorspronkelijk gegeven aan een brugje over de Zenne. Die brug was belangrijk, omdat ze toegang verleende tot de Willebroekse vaart die de rol overnam van de Zenne voor het inladen op boten van onder meer Lediaan-zandsteen langs de Diegemse Ham. De Brusselse stadsarchivaris A. Wauters schreef in 1855 nog dat men er enkele jaren eerder een baan had aangelegd langs waar men stenen uit Diegem aanvoerde die gestapeld werden op de kanaaldijk. Maar er zal vroeger zeker al een voetweg geweest zijn langs waar de Heembekenaars naar Haren, Evere, Diegem en Machelen trokken. Die contacten waren vroeger veel intenser, en zijn eigenlijk maar fel afgenomen toen de grote uitbreidingen van de spoorwegen ten westen van Evere en Haren er gekomen zijn.
De eerste brug over het kanaal was een metalen brug die in 1940 werd opgeblazen door de Engelsen. In 1954 bouwde de Staat de in 1955 ingehuldigde metalen ophaalbrug. Het is deze brug die momenteel nog steeds gekend is als de Budabrug.

## Trivia
De Antwerpse zangeres Della Bosiers maakte in 1971 een liedje over Haren-Buda: Fleur de Buda. Ze beschrijft de buurt als een grijze, doodse, "stalen spookstad" met schoorsteenpluimen, grijze bomen en groene mensen, waar het eens per uur groen (verwijzend naar de passerende trein) wordt.